# رنه دو سکاتی
رنه دو سکاتی (به فرانسوی: René de Ceccatty) نویسنده و نمایشنامه‌نویس قرن بیستم میلادی اهل فرانسه است.